# والثام
والثام (ماساتشوستس) (بالإنجليزية: Waltham, Massachusetts)‏ هي مدينة تقع في الولايات المتحدة في مقاطعة ميدلسيكس (ماساشوستس). يقدر عدد سكانها بـ 60,632 نسمة ومساحتها 35.2 كم2 وترتفع عن سطح البحر 15 متر.

## التركيبة السكانية
حدّد مكتب تعداد الولايات المتحدة بيانات التركيبة السكانية لوالثام في تعداد الولايات المتحدة. في ما يلي، التركيبة السكانية حسب تعدادي 2000 و2010.

### تعداد عام 2000
بلغ عدد سكان والثام 59,226 نسمة بحسب تعداد عام 2000، وبلغ عدد الأسر 23,207 أسرة وعدد العائلات 12,455 عائلة مقيمة في المدينة. في حين سجلت الكثافة السكانية 1,661.8 نسمة لكل كيلومتر مربع (4,304.0/ميل2). وبلغ عدد الوحدات السكنية 23,880 وحدة بمتوسط كثافة قدره 670 لكل كيلومتر مربع (1,735.3/ميل2).
وتوزع التركيب العرقي للمدينة بنسبة 82.98% من البيض و4.41% من الأمريكيين الأفارقة و0.16% من الأمريكيين الأصليين و7.29% من الأمريكيين ذوي الأصول الآسيوية و0.06% من سكان جزر المحيط الهادئ و3.20% من الأعراق الأخرى و1.89% من عرقين مختلطين أو أكثر و8.49% من الهسبانيون أو اللاتينيون من أي عرق.
بلغ عدد الأسر 23,207 أسرة كانت نسبة 22% منها لديها أطفال تحت سن الثامنة عشر تعيش معهم، وبلغت نسبة الأزواج القاطنين مع بعضهم البعض 41.3% من أصل المجموع الكلي للأسر، ونسبة 8.9% من الأسر كان لديها معيلات من الإناث دون وجود شريك، بينما كانت نسبة 3.5% من الأسر لديها معيلون من الذكور دون وجود شريكة وكانت نسبة 46.3% من غير العائلات. تألفت نسبة 34.2% من أصل جميع الأسر من عدة أفراد يعيشون في نفس المنزل ونسبة 10% كانت تتألف من شخص يعيش بمفرده يبلغ من العمر 65 عاماً أو أكثر. وبلغ متوسط حجم الأسرة المعيشية 2.29، أما متوسط حجم العائلات فبلغ 3.01.
بلغ العمر الوسطي للسكان 34.2 عاماً. وكانت نسبة 15.3% من القاطنين تحت سن الثامنة عشر، وكانت نسبة 8.9% بين الثامنة عشر والرابعة والعشرين عاماً، ونسبة 33.7% كانت واقعةً في الفئة العمرية ما بين الخامسة والعشرين والرابعة والأربعين عاماً، ونسبة 19.7% كانت ما بين الخامسة والأربعين والرابعة والستين، ونسبة 12.2% كانت ضمن فئة الخامسة والستين عاماً فما فوق. يوجد لكل 100 أنثى 97.7 ذكر، ويوجد لكل 100 أنثى في الثامنة عشر من عمرها فما فوق 95.9 ذكر.
بلغ متوسط دخل الأسرة في المدينة 54,010 دولارًا، أما متوسط دخل العائلة فبلغ 64,595 دولارًا. وكان متوسط دخل الذكور 42,324 دولارًا مقابل 33,931 دولارًا للإناث. وسجل دخل الفرد الخاص بالمدينة 26,364 دولارًا. وكانت نسبة 3.6% من العائلات ونسبة 7% من السكان تحت خط الفقر، وكان من هؤلاء نسبة 5.5% تحت سن الثامنة عشر ونسبة 8.4% في الخامسة والستين من العمر وما فوق.

### تعداد عام 2010
بلغ عدد سكان والثام 60,632 نسمة بحسب تعداد عام 2010، وبلغ عدد الأسر 23,690 أسرة وعدد العائلات 12,484 عائلة مقيمة في المدينة. في حين سجلت الكثافة السكانية 1,701.2 نسمة لكل كيلومتر مربع (4,406.1/ميل2). وبلغ عدد الوحدات السكنية 24,926 وحدة بمتوسط كثافة قدره 699.4 لكل كيلومتر مربع (1,811.4/ميل2).
وتوزع التركيب العرقي للمدينة بنسبة 75.37% من البيض و6.02% من الأمريكيين الأفارقة و0.23% من الأمريكيين الأصليين و9.66% من الأمريكيين ذوي الأصول الآسيوية و0.12% من سكان جزر المحيط الهادئ و6.11% من الأعراق الأخرى و2.49% من عرقين مختلطين أو أكثر و13.66% من الهسبانيون أو اللاتينيون من أي عرق.
بلغ عدد الأسر 23,690 أسرة كانت نسبة 22.1% منها لديها أطفال تحت سن الثامنة عشر تعيش معهم، وبلغت نسبة الأزواج القاطنين مع بعضهم البعض 39.8% من أصل المجموع الكلي للأسر، ونسبة 9.1% من الأسر كان لديها معيلات من الإناث دون وجود شريك، بينما كانت نسبة 3.8% من الأسر لديها معيلون من الذكور دون وجود شريكة وكانت نسبة 47.3% من غير العائلات. تألفت نسبة 34.9% من أصل جميع الأسر من عدة أفراد يعيشون في نفس المنزل ونسبة 9.8% كانت تتألف من شخص يعيش بمفرده يبلغ من العمر 65 عاماً أو أكثر. وبلغ متوسط حجم الأسرة المعيشية 2.28، أما متوسط حجم العائلات فبلغ 2.99.
بلغ العمر الوسطي للسكان 33.9 عاماً. وكانت نسبة 14.6% من القاطنين تحت سن الثامنة عشر، وكانت نسبة 18.4% بين الثامنة عشر والرابعة والعشرين عاماً، ونسبة 31.6% كانت واقعةً في الفئة العمرية ما بين الخامسة والعشرين والرابعة والأربعين عاماً، ونسبة 23.1% كانت ما بين الخامسة والأربعين والرابعة والستين، ونسبة 12.3% كانت ضمن فئة الخامسة والستين عاماً فما فوق. وتوزع التركيب الجنسي للسكان بنسبة 49.8% ذكور و50.2% إناث.

## أعلام
- آي. برنارد كوهن
- جورج كيلي
- كريستوفر غور
- ناثانيل برنتيس بانكس
- ماري واتسون ويتني
- إيفلين سيرز
- كينيث ويلسون
- كارول سبيني
- ريجي لويس
- جون لينش